# Найден Йованович
Хаджи Найден Йованович или Йоанович, известен като Татарпазарджичанина е български възрожденски учител, писател, книгоиздател и книжар.

## Биография
Роден е в с. Хаджилий (дн. Юнаците), Пазарджишко. След смъртта на родителите си се преселва в Пазарджик. Учи и работи в Пазарджик при вуйчо си епископ Дионисий Агатоникийски. Сам се определя като „ревнител болгарского просвещения, учителя и книгопродавец по всея Словено-Болгария.” Учител е в Пазарджик (до 1834). Няколко години е учител в Батак, после работи като книгоиздател и пътуващ книжар. Той е един от родоначалниците на книгоиздателството и книжарството в България. Книгите си печата в Белград и Букурещ. Има предположения, че той е автор на песента „Откога се е, мила моя майно льо“. Отпечатва и разпространява едни от първите литографии в България, с образите на исторически личности - българските царе Иван Шишман и Иван Владимир, Кирил и Методий и Александър Македонски. През периода 1843 - 1855 година издава 27 книги, без да се вземат предвид техните следващи издания или версии на сръбски език.
Найден Йованович умира на 22 март 1862 година в Белград.

### Творчество
- „Книга нарицаемая святче или календар вечний“ (Букурещ, 1843)
- „Месецослов или календар за лето 1847...“ (Букурещ, 1846)
- „Чистописание за българските юноши“ (Букурещ, 1848)
- „Нови български песни...“ (Белград, 1851)
- „Снотълковател...“ (Белград, 1852)
- „Философъско поучение...“ (Белград, 1854) и др.